# Sprookjeshof
Sprookjeshof is een speelpark in de Drentse plaats Zuidlaren. Het bestaat uit een sprookjesbos, een binnenspeelkasteel, een buitenspeeltuin en een pannenkoekenhuis. Het park richt zich op families met kleine kinderen. 

## Geschiedenis
In 1954 presenteerden de Zuidlaarder Handelsvereniging en het bestuur van de VVV hun plannen voor een kabouter- en sprookjespark in het Laarwoudbos, geïnspireerd was op het twee jaar eerder geopende Sprookjesbos de Efteling. Als naam werd Sprookjeshof gekozen en het park moest een miljoen bezoekers per jaar trekken. Er werd bezwaar aangetekend en er moest worden uitgeweken naar een andere locatie. Het Sprookjeshof werd uiteindelijk in 1957 verwezenlijkt op het grondgebied van hotel Huize Entinge.
Vanaf 1981 was de familie Tolner eigenaar van het park. In 1997 werd er een plan ingediend voor een overdekte speeltuin, maar daar werd waar bezwaar tegen gemaakt tot bij de Raad van State. Een bestemmingsplan werd ten slotte in 2009 goedgekeurd en in 2010 kon de speeltuin worden geopend. Er bleven problemen met regelgeving en veiligheidscertificaten. In 2015 kocht de Friese attractiehandelaar Tjebbe Haringa het familiepark.
In 2023 kwamen er weer andere eigenaren. Het attractiepark wordt nu speelpark genoemd. Het restaurant werd verbouwd tot pannenkoekenhuis en er kwamen nieuwe speeltoestellen.

## Het park
Het sprookjesbos is een doorloopattractie waar 25 bekende en minder bekende sprookjes zijn afgebeeld die met knoppen kunnen worden geactiveerd zodat de animatronics bewegen en soms er ook muziek begint te spelen.
Het binnenspeelkasteel bestaat uit een speelhal van 3.000 m2, het buitengedeelte biedt, behalve een sprookjesbos, buitenspeelobjecten. Deze zijn niet gemotoriseerd en worden door de bezoekers zelf aangedreven. Het zijn onder andere een draaimolen die aangedreven wordt door een fiets, een monorail, rodelbaan, zweefmolen, klimtoren, bootjes om te varen en een racebaan. 